# Anaxipha maritima
Anaxipha maritima är en insektsart som först beskrevs av Henri Saussure 1878.  Anaxipha maritima ingår i släktet Anaxipha och familjen syrsor. Inga underarter finns listade i Catalogue of Life.